# Inhibiteur de la transcriptase inverse
Les inhibiteurs de la transcriptase inverse (RTI pour reverse-transcriptase inhibitor) sont une classe d'antirétroviraux utilisés pour traiter les infections au VIH, les tumeurs et certains cancers. Comme leur nom l'indique, les RTI inhibent l'activité de la transcriptase inverse, une ADN polymérase virale dont les rétrovirus ont besoin pour se reproduire.